# UEFA-Pokal 1997/98

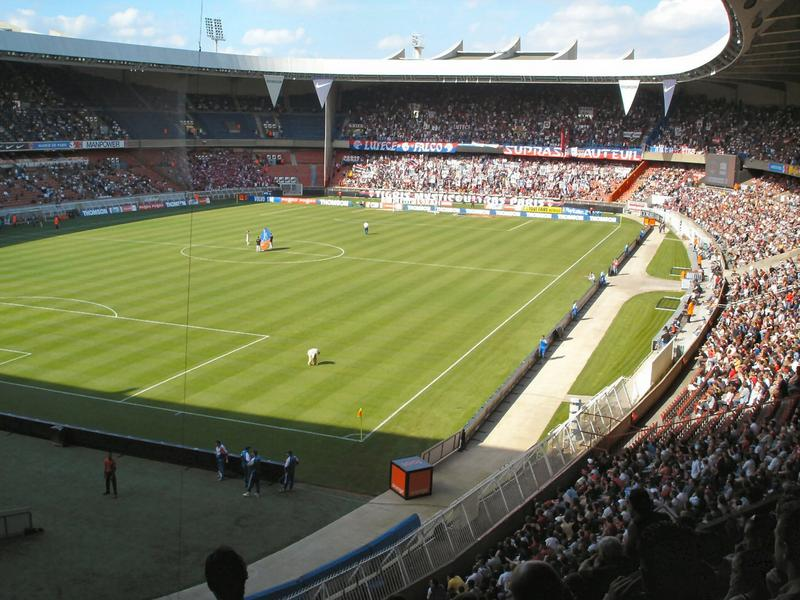
Der Parc des Princes in Paris

Der UEFA-Pokal 1997/98 war die 27. Auflage des Wettbewerbs und wurde von Inter Mailand im Finale im Parc des Princes in Paris mit 3:0 gegen Lazio Rom gewonnen. Für Inter war es der dritte UEFA-Pokalsieg nach 1991 und 1994 im vierten rein italienischen Finale nach 1989/90, 1990/91 und 1994/95 in der Geschichte des UEFA-Pokals. Ab dieser Saison wurde das Finale nur noch in einem Spiel auf neutralem Platz entschieden.
Deutsche Teilnehmer waren der TSV 1860 München (Ausscheiden in der zweiten Runde), der VfL Bochum, der Karlsruher SC (beide 3. Runde) sowie der FC Schalke 04 als Titelverteidiger (Viertelfinale). Für Österreich gingen der FC Tirol Innsbruck (2. Qualifikationsrunde), SV Austria Salzburg (1. Runde) und Rapid Wien (3. Runde) an den Start, die Schweiz wurde durch den FC Sion, Grasshopper Club Zürich und Neuchâtel Xamax (alle 1. Runde) vertreten.

## Modus
Wie im Vorjahr qualifizierten sich wieder drei Mannschaften über den UEFA Intertoto Cup für die 1. Runde. Der Wettbewerb wurde in sechs Runden in Hin- und Rückspielen ausgetragen. Bei Torgleichstand entschied zunächst die Anzahl der Auswärts erzielten Tore, danach eine Verlängerung, wurde in dieser nach zweimal 15 Minuten keine Entscheidung erreicht, folgte ein Elfmeterschießen, bis der Sieger ermittelt war. Zur Teilnahme berechtigt waren alle Vereine, die in zu Ende vergangenen Saison einen der durch die UEFA-Fünfjahreswertung geregelten UEFA-Cup-Plätze belegt hatten sowie die Pokalsieger der jeweiligen Länder, die restlichen Teilnehmer wurden in zwei Qualifikationsrunden ausgespielt.
Zum ersten Mal wurde das Finale nicht mehr als Hin- und Rückspiel ausgetragen, sondern wurde im Gegensatz zu den anderen Partien als einzelnes Spiel auf neutralem Boden ausgetragen.

## 1. Qualifikationsrunde
|                          | Gesamt          |                       | Hinspiel | Rückspiel |
| ------------------------ | --------------- | --------------------- | -------- | --------- |
| FC Birkirkara            | 1:4             | Spartak Trnava        | 0:1      | 1:3       |
| CS Grevenmacher          | 1:6             | Hajduk Split          | 1:4      | 0:2       |
| Inter CableTel Cardiff   | 0:8             | Celtic Glasgow        | 0:3      | 0:5       |
| Bohemians Dublin         | 0:6             | Ferencváros Budapest  | 0:1      | 0:5       |
| Odra Wodzisław Śląski    | 4:2             | FK Pobeda Prilep      | 3:0      | 1:2       |
| FK Daugava Riga          | 2:5             | Worskla Poltawa       | 1:3      | 1:2       |
| Brann Bergen             | (a)4:4(a)       | FK Neftochimik        | 2:1      | 2:3       |
| CE Principat             | 00:17           | Dundee United         | 0:8      | 0:9       |
| ND Gorica                | (a)4:4(a)       | Oțelul Galați         | 2:0      | 2:4       |
| Hapoel Petach Tikwa      | 3:1             | FC Flora Tallinn      | 1:0      | 2:1       |
| FK Jablonec              | 8:0             | Qarabağ Ağdam         | 5:0      | 3:0       |
| Újpest Budapest          | 9:2             | KÍ Klaksvík           | 6:0      | 3:2       |
| FK Dinamo Minsk          | (a)2:2(a)       | FC Kolcheti 1913 Poti | 1:0      | 1:2       |
| FK Dnipro                | 8:1             | FC Jerewan            | 6:1      | 2:0       |
| FK Inkaras-Grifas Kaunas | 4:7             | FC Boby Brünn         | 3:1      | 1:6       |
| Myllykosken Pallo -47    | 1:4             | Apollon Limassol      | 1:1      | 0:3       |
| Neuchâtel Xamax          | 10:10           | Tiligul Tiraspol      | 7:0      | 3:1       |
| Grasshopper Club Zürich  | 10:10           | Coleraine FC          | 3:0      | 7:1       |
| Vojvodina Novi Sad       | 2:2 (4:5 i. E.) | Viking Stavanger      | 0:2      | 2:0 n. V. |
| KR Reykjavík             | 4:1             | Dinamo Bukarest       | 2:0      | 2:1       |

## 2. Qualifikationsrunde
|                         | Gesamt          |                       | Hinspiel | Rückspiel |
| ----------------------- | --------------- | --------------------- | -------- | --------- |
| Hajduk Split            | 5:2             | Malmö FF              | 3:2      | 2:0       |
| RSC Anderlecht          | 4:0             | Worskla Poltawa       | 2:0      | 2:0       |
| Neuchâtel Xamax         | 4:2             | Viking Stavanger      | 3:0      | 1:2       |
| Rotor Wolgograd         | 6:3             | Odra Wodzisław Śląski | 2:0      | 4:3       |
| Trabzonspor             | 2:1             | Dundee United         | 1:0      | 1:1       |
| SK Rapid Wien           | 6:3             | FC Boby Brünn         | 6:1      | 0:2       |
| FC Tirol Innsbruck      | 5:7             | Celtic Glasgow        | 2:1      | 3:6       |
| Helsingborgs IF         | 1:1 (3:4 i. E.) | Ferencváros Budapest  | 0:1      | 1:0 n. V. |
| Vejle BK                | 0:1             | Hapoel Petach Tikwa   | 0:0      | 0:1       |
| Grasshopper Club Zürich | 3:2             | Brann Bergen          | 3:0      | 0:2       |
| ND Gorica               | 3:8             | FC Brügge             | 3:5      | 0:3       |
| PAOK Thessaloniki       | 6:3             | Spartak Trnava        | 5:3      | 1:0       |
| KR Reykjavík            | 1:3             | OFI Kreta             | 0:0      | 1:3       |
| FK Jablonec             | (a)1:1(a)       | Örebro SK             | 1:1      | 0:0       |
| Apollon Limassol        | 0:3             | Excelsior Mouscron    | 0:0      | 0:3       |
| FK Dinamo Minsk         | 0:3             | Lillestrøm SK         | 0:2      | 0:1       |
| Újpest Budapest         | 2:3             | Aarhus GF             | 0:0      | 2:3       |
| Alanija Wladikawkas     | 6:2             | FK Dnipro             | 2:1      | 4:1       |

## 1. Runde
Über den UEFA Intertoto Cup 1997 qualifizierten sich die drei französischen Klubs Olympique Lyon, SC Bastia und AJ Auxerre.
|                     | Gesamt    |                         | Hinspiel | Rückspiel |
| ------------------- | --------- | ----------------------- | -------- | --------- |
| Sampdoria Genua     | 1:4       | Athletic Bilbao         | 1:2      | 0:2       |
| Girondins Bordeaux  | 0:1       | Aston Villa             | 0:0      | 0:1 n. V. |
| Steaua Bukarest     | 2:1       | Fenerbahçe Istanbul     | 0:0      | 2:1       |
| Rotor Wolgograd     | 6:1       | Örebro SK               | 2:0      | 4:1       |
| FC Jazz Pori        | 1:7       | TSV 1860 München        | 0:1      | 1:6       |
| Trabzonspor         | 5:6       | VfL Bochum              | 2:1      | 3:5       |
| Croatia Zagreb      | 9:4       | Grasshopper Club Zürich | 4:4      | 5:0       |
| Vitesse Arnheim     | 2:3       | Sporting Braga          | 2:1      | 0:2       |
| SK Rapid Wien       | 2:1       | Hapoel Petach Tikwa     | 1:0      | 1:1       |
| Inter Mailand       | 4:0       | Neuchâtel Xamax         | 2:0      | 2:0       |
| Celtic Glasgow      | (a)2:2(a) | FC Liverpool            | 2:2      | 0:0       |
| Excelsior Mouscron  | 1:6       | FC Metz                 | 0:2      | 1:4       |
| FC Twente Enschede  | (a)2:2(a) | Lillestrøm SK           | 0:1      | 2:1       |
| Beitar Jerusalem    | 2:4       | FC Brügge               | 2:1      | 0:3       |
| Atlético Madrid     | 4:1       | Leicester City          | 2:1      | 2:0       |
| Aarhus GF           | 3:2       | FC Nantes               | 2:2      | 1:0       |
| Karlsruher SC       | 3:2       | Anorthosis Famagusta    | 2:1      | 1:1       |
| OFI Kreta           | 4:2       | Ferencváros Budapest    | 3:0      | 1:2       |
| Deportivo La Coruña | 1:2       | AJ Auxerre              | 1:2      | 0:0       |
| SV Austria Salzburg | 6:7       | RSC Anderlecht          | 4:3      | 2:4       |
| PAOK Thessaloniki   | 2:1       | FC Arsenal              | 1:0      | 1:1       |
| Widzew Łódź         | 1:3       | Udinese Calcio          | 1:0      | 0:3       |
| NK Maribor          | 02:10     | Ajax Amsterdam          | 1:1      | 1:9       |
| Olympique Lyon      | 7:3       | Brøndby IF              | 4:1      | 3:2       |
| MPKZ Masyr          | 1:2       | Dinamo Tiflis           | 1:1      | 0:1       |
| Real Valladolid     | 2:1       | Skonto Riga             | 2:0      | 0:1       |
| Vitória Guimarães   | 1:6       | Lazio Rom               | 0:4      | 1:2       |
| Racing Straßburg    | 4:2       | Glasgow Rangers         | 2:1      | 2:1       |
| MTK Hungária FC     | 4:1       | Alanija Wladikawkas     | 3:0      | 1:1       |
| FC Schalke 04       | 5:2       | Hajduk Split            | 2:0      | 3:2       |
| SC Bastia           | 1:0       | Benfica Lissabon        | 1:0      | 0:0       |
| FC Sion             | 1:6       | Spartak Moskau          | 0:1      | 1:5       |

## 2. Runde
|                  | Gesamt    |                    | Hinspiel | Rückspiel |
| ---------------- | --------- | ------------------ | -------- | --------- |
| Ajax Amsterdam   | (a)2:2(a) | Udinese Calcio     | 1:0      | 1:2       |
| Sporting Braga   | 5:0       | Dinamo Tiflis      | 4:0      | 1:0       |
| FC Metz          | 1:3       | Karlsruher SC      | 0:2      | 1:1       |
| Racing Straßburg | 3:2       | FC Liverpool       | 3:0      | 0:2       |
| Inter Mailand    | 4:3       | Olympique Lyon     | 1:2      | 3:1       |
| Aarhus GF        | (a)1:1(a) | FC Twente Enschede | 1:1      | 0:0       |
| Athletic Bilbao  | 1:2       | Aston Villa        | 0:0      | 1:2       |
| AJ Auxerre       | 5:4       | OFI Kreta          | 3:1      | 2:3       |
| Steaua Bukarest  | (a)3:3(a) | SC Bastia          | 1:0      | 2:3       |
| Rotor Wolgograd  | 0:3       | Lazio Rom          | 0:0      | 0:3       |
| Atlético Madrid  | 9:6       | PAOK Thessaloniki  | 5:2      | 4:4       |
| MTK Hungária FC  | 1:2       | Croatia Zagreb     | 1:0      | 0:2       |
| Spartak Moskau   | 4:1       | Real Valladolid    | 2:0      | 2:1       |
| FC Schalke 04    | 3:1       | RSC Anderlecht     | 1:0      | 2:1       |
| FC Brügge        | 2:4       | VfL Bochum         | 1:0      | 1:4       |
| SK Rapid Wien    | 4:2       | TSV 1860 München   | 3:0      | 1:2       |

## 3. Runde
|                    | Gesamt |                 | Hinspiel | Rückspiel |
| ------------------ | ------ | --------------- | -------- | --------- |
| SK Rapid Wien      | 0:3    | Lazio Rom       | 0:2      | 0:1       |
| Sporting Braga     | 0:2    | FC Schalke 04   | 0:0      | 0:2       |
| FC Twente Enschede | 0:3    | AJ Auxerre      | 0:1      | 0:2       |
| Croatia Zagreb     | 1:2    | Atlético Madrid | 1:1      | 0:1       |
| Racing Straßburg   | 2:3    | Inter Mailand   | 2:0      | 0:3       |
| Steaua Bukarest    | 2:3    | Aston Villa     | 2:1      | 0:2       |
| Karlsruher SC      | 0:1    | Spartak Moskau  | 0:0      | 0:1 n. V. |
| Ajax Amsterdam     | 6:4    | VfL Bochum      | 4:2      | 2:2       |

## Viertelfinale
|                 | Gesamt    |                | Hinspiel | Rückspiel |
| --------------- | --------- | -------------- | -------- | --------- |
| Ajax Amsterdam  | 1:4       | Spartak Moskau | 1:3      | 0:1       |
| Inter Mailand   | 2:1       | FC Schalke 04  | 1:0      | 1:1 n. V. |
| Lazio Rom       | 3:2       | AJ Auxerre     | 1:0      | 2:2       |
| Atlético Madrid | (a)2:2(a) | Aston Villa    | 1:0      | 1:2       |

Im Viertelfinale des Pokals kam es zur Neuauflage des Finales des Vorjahres: Titelverteidiger Schalke 04 traf auf den späteren Sieger Inter Mailand. Im Hinspiel vor 45.000 Zuschauern im San Siro unterlagen die Schalker nach einer anfangs eher mäßigen Leistung knapp mit 0:1 durch ein Tor des damals 21-jährigen brasilianischen Stars Ronaldo, der in der 17. Minute den Schalker Schlussmann Jens Lehmann überwunden hatte.
Im Rückspiel am 17. März zeigten die Schalker im mit 56.824 Zuschauern ausverkauften Parkstadion eine sehr gute Leistung. Dennoch scheiterte die Mannschaft immer wieder am Mailänder Keeper Gianluca Pagliuca und den eigenen Nerven. In der 93. Minute erzielte Michaël Goossens mit einem Schuss vom Strafraumeck 1:0 für die Gelsenkirchener, was aufgrund des nun ausgeglichenen Torverhältnisses eine Verlängerung bedeutete. Nach 60 Sekunden in der Verlängerung gelang Inter der Ausgleich durch den nigerianischen Nationalspieler Taribo West; die ersatzgeschwächten Schalker erholten sich von diesem Schlag nicht mehr und verpassten den möglichen Halbfinaleinzug.

## Halbfinale
|                 | Gesamt |                | Hinspiel | Rückspiel |
| --------------- | ------ | -------------- | -------- | --------- |
| Atlético Madrid | 0:1    | Lazio Rom      | 0:1      | 0:0       |
| Inter Mailand   | 4:2    | Spartak Moskau | 2:1      | 2:1       |

## Finale
| Inter Mailand                                  | Inter Mailand | Lazio Rom | Lazio Rom | Aufstellung                               |
| ---------------------------------------------- | --- | --- | --------- | ----------------------------------------- |
| Inter Mailand                                  | \| 6. Mai 1998 in Paris (Parc des Princes) \| \| Ergebnis: 3:0 (1:0) \| \| Zuschauer: 44.412 \| \| Schiedsrichter: Antonio López Nieto ( Spanien) \| | \| 6. Mai 1998 in Paris (Parc des Princes) \| \| Ergebnis: 3:0 (1:0) \| \| Zuschauer: 44.412 \| \| Schiedsrichter: Antonio López Nieto ( Spanien) \| | Lazio Rom | Aufstellung Inter Mailand gegen Lazio Rom |
| Inter Mailand                                  | Gianluca Pagliuca – Francesco Colonnese, Salvatore Fresi, Javier Zanetti, Taribo West – Youri Djorkaeff (68. Francesco Moriero), Aron Winter (68. Benoît Cauet), Zé Elias, Diego Simeone – Iván Zamorano (72. Luigi Sartor), Ronaldo Cheftrainer: Luigi Simoni | Luca Marchegiani – Giuseppe Favalli, Paolo Negro, Alessandro Nesta, Alessandro Grandoni (55. Guerino Gottardi) – Diego Fuser , Giorgio Venturin (50. Matías Almeyda), Pavel Nedvěd, Vladimir Jugović – Pierluigi Casiraghi, Roberto Mancini Cheftrainer: Sven-Göran Eriksson ( Schweden) | Lazio Rom | Aufstellung Inter Mailand gegen Lazio Rom |
| Inter Mailand                                  | 1:0 Iván Zamorano (5.) 2:0 Javier Zanetti (60.) 3:0 Ronaldo (70.) | | Lazio Rom | Aufstellung Inter Mailand gegen Lazio Rom |
| Inter Mailand                                  | Salvatore Fresi, Javier Zanetti, Ronaldo | Vladimir Jugović | Lazio Rom | Aufstellung Inter Mailand gegen Lazio Rom |
| Inter Mailand                                  | Matías Almeyda (89.) | | Lazio Rom | Aufstellung Inter Mailand gegen Lazio Rom |
| Inter Mailand                                  | Taribo West (82.) | | Lazio Rom | Aufstellung Inter Mailand gegen Lazio Rom |
| 6. Mai 1998 in Paris (Parc des Princes)        | | |           |                                           |
| Ergebnis: 3:0 (1:0)                            | | |           |                                           |
| Zuschauer: 44.412                              | | |           |                                           |
| Schiedsrichter: Antonio López Nieto ( Spanien) | | |           |                                           |

## Beste Torschützen
ohne Qualifikationsrunden
| Rang | Spieler             | Klub             | Tore |
| ---- | ------------------- | ---------------- | ---- |
| 1    | Stéphane Guivarc’h  | AJ Auxerre       | 7    |
| 2    | Schota Arweladse    | Ajax Amsterdam   | 6    |
|      | Alexander Schirko   | Spartak Moskau   | 6    |
|      | Ronaldo             | Inter Mailand    | 6    |
| 5    | Robert Prosinečki   | Croatia Zagreb   | 5    |
|      | Christian Vieri     | Atlético Madrid  | 5    |
| 7    | Nordin Jbari        | FC Brügge        | 4    |
|      | Gérald Baticle      | Racing Straßburg | 4    |
|      | Igor Cvitanović     | Croatia Zagreb   | 4    |
|      | Pierluigi Casiraghi | Lazio Rom        | 4    |
|      | Andrei Tichonow     | Spartak Moskau   | 4    |

## Eingesetzte Spieler Inter Mailand
| Inter Mailand | |
| Inter Mailand | - Tor: Gianluca Pagliuca (11/-) - Abwehr: Giuseppe Bergomi (9/-); Luigi Sartor (9/-); Taribo West (8/1); Fabio Galante (7/-); Francesco Colonnese (5/-); Salvatore Fresi (5/-); Luca Mezzano (2/-); Martín Rivas (1/-) - Mittelfeld: Francesco Moriero (10/2); Javier Zanetti (9/2); Benoît Cauet (9/1); Diego Simeone (9/1); Youri Djorkaeff (9/-); Aron Winter (8/-); Zé Elias (7/1) - Sturm: Ronaldo (11/6); Álvaro Recoba (6/-); Iván Zamorano (5/2); Nwankwo Kanu (5/-) - Trainer: Luigi Simoni |

* Maurizio Ganz (3/2), Nicola Berti (2/-) und Marco Branca (1/-) verließen den Verein während der Saison.